# Хамамџија
Хамамџија је мајстор занатлија који се старао о јавном купатилу, хамаму, и наплаћивао услугу купања.

## О занату
Први пут се помиње хамамџија 1489. године у Новом Пазару. Циљ је био да започне са радом турско купатило хамам. То је било јавно купатило са топлом и хладном водом, а сем купања, служило је и за разоноду и уживање. Постојали су одвојени делови за мушкарце и жене. После купања на улазу је седео хамамџија који се бринуо о јавном купатилу и наплаћивао услугу купања.

### О хамаму
Хамами су се градили од камена. Постоји још од 15. века. Хамами су били у посебним грађевинама, а централни део је био под великом куполом кроз коју је допирала светлост. Просторија испод куполе је харарет и ту се налази камена плоча на којој се обавља масажа. Камена плоча је врела, а око ње се налазе нише са чесмама и чанчићима који се користе за поливање чистом водом. По уласку у хамам битно је да се опружите на топли камен. Од топлоте се поре отварају и омогућује се излазак нечистоћа из коже.